# Стан СВПЗ
Стан СВПЗ (рос. СПВЗ-состояние, англ. TICT state) — акронім, що походить від назви стану скручений внутрішній перенос заряду [Twisted Internal Change Transfer state]. Це стан, що відповідає за флуоресценцію із сильним стоксівським зсувом у випадку ароматичних сполук у полярному середовищі.